# Wolfgang Franke (Fußballspieler)
Wolfgang Franke (* 24. Mai 1954; † 10. Juli 2006 in Mülheim an der Ruhr) war ein deutscher Fußballspieler.

## Karriere
Franke spielte bis 1974 bei Eintracht Duisburg. Im Jahr der Weltmeisterschaft wechselte er zu Bayer 05 Uerdingen, mit denen er in der Nordstaffel der 2. Bundesliga spielte. Es war die erste Spielzeit der 2. Bundesliga und Franke gab sein Debüt am neunten Spieltag, als er beim 3:0-Sieg im Heimspiel gegen Schwarz-Weiß Essen eingewechselt wurde. In der Saison konnte er sich immer besser durchsetzen. Ab dem 31. Spieltag gehörte er zum Stammpersonal und spielte regelmäßig über 90 Minuten. Er absolvierte 17 Spiele und erzielte vier Tore und trug damit zum zweiten Platz in der Abschlusstabelle hinter Hannover 96 bei. Durch den zweiten Platz war ein Aufstieg in die Bundesliga möglich und es folgten zwei Aufstiegsspiele gegen den Zweiten der Südstaffel, den FK Pirmasens. Im Hinspiel setzte Trainer Klaus Quinkert in der ersten Halbzeit auf Franke, der seine Aufstellung in der 24. Spielminute mit dem zwischenzeitlichen 2:1-Führungstreffer rechtfertigte. In der zweiten Halbzeit spielte Friedhelm Funkel für den verletzten Franke weiter, das Spiel endete 4:4. Beim 6:0-Rückspielsieg der Uerdinger spielte Franke nicht. Uerdingen stieg auf und Franke spielte das Folgejahr in der Bundesliga. Er absolvierte fünf Spiele, in denen er lediglich am Gewinn von einem Punkt beteiligt war. Bayer 05 belegte den letzten Tabellenplatz und stieg wieder ab. Franke spielte ein weiteres Jahr bei Bayer, in der 2. Bundesliga absolvierte er 17 weitere Spiele. Mit dem vierten Tabellenplatz, den die Uerdinger zu Spielzeitende belegten, verabschiedete sich Franke vom Werksteam und heuerte beim Zweitligaaufsteiger 1. FC Bocholt an. Franke absolvierte in der Saison 1977/78 35 Spiele und erzielte vier Tore, den direkten Wiederabstieg Bocholts konnte er jedoch nicht verhindern. Franke blieb in Bocholt und gewann mit seinem Team in der Saison 1979/80 die Meisterschaft in der Oberliga Nordrhein, gleichbedeutend mit dem erneuten Aufstieg in die 2. Bundesliga. Zudem nahm er mit dem Klub an der deutschen Amateurmeisterschaft 1980 teil. Nach wiederkehrenden Verletzungen beendete er 1982 seine Karriere.

## Erfolge
- Aufstieg in die Fußball-Bundesliga: 1976
- Aufstieg in die 2. Fußball-Bundesliga: 1980
- Meister der Oberliga Nordrhein: 1979/80